# Valentin Schaefer (Politiker)
Valentin Schaefer (* 4. März 1887 in Saarbrücken; † 29. Januar 1952 in Bingen am Rhein) war ein deutscher Polizist und Politiker (Zentrum, CDU).

## Leben
Schaefer war Inspektor der Polizei in Bingen. Bis 1942 war er Mitglied im Kameradschaftsbund der Polizei. 1942 wurde er durch die Gestapo Darmstadt verhaftet und 1943 ins KZ Sachsenhausen überführt. Bis März 1944 wurde er im KZ Sachsenhausen festgehalten.
Schaefer war vor 1933 Mitglied des Zentrums. 1919 wurde er Mitglied des Stadtrats Bingen. In der Zeit des Nationalsozialismus konnte er seine politische Arbeit nicht fortsetzen. Er war 1934 Mitglied der NSV und 1937 bis 1942 Mitglied der DAF. Nach dem Krieg war er Mitbegründer der CDU und für diese von 1945 bis 1947 und 1948 bis 1952 Bürgermeister in Bingen. 1946/47 gehörte er der Beratenden Landesversammlung des Landes Rheinland-Pfalz an. Er schied am 26. März 1947 aus. Nachrücker wurde Otto Schönhagen.